# Towns County
Towns County is een county in de Amerikaanse staat Georgia.
De county heeft een landoppervlakte van 432 km² en telt 9.319 inwoners (volkstelling 2000). De hoofdplaats is Hiawassee.

## Bevolkingsontwikkeling

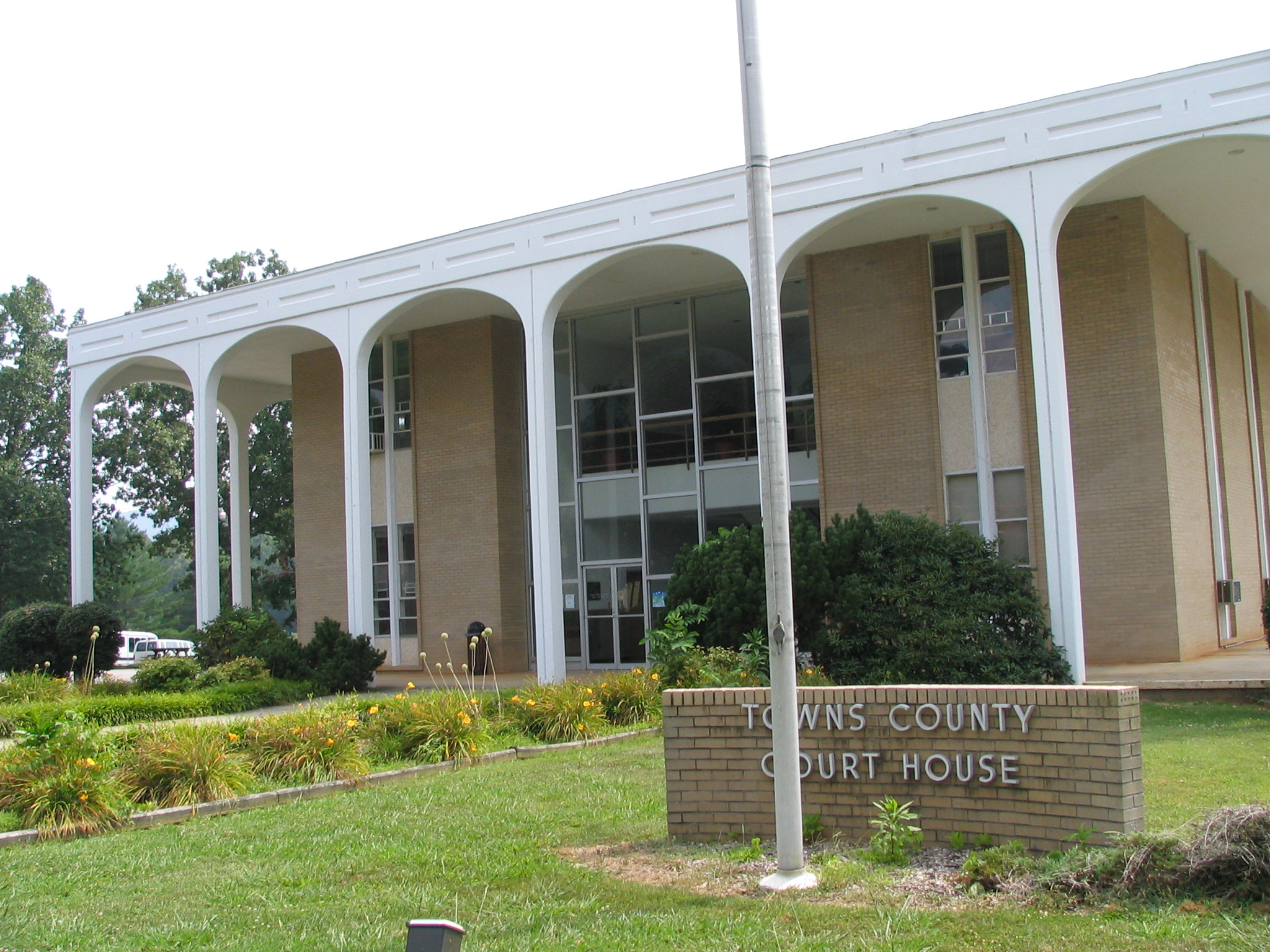
Towns County Courthouse